# Kartonium
Een kartonium is een automatisch spelend muziekinstrument sterk lijkend op een klein harmonium, waarbij het instrument bespeeld wordt door een geperforeerd boek ongeveer vergelijkbaar met een draaiorgelboek.
De windvoorziening wordt net als bij een harmonium verzorgd door het beurtelings intrappen van twee pedalen. Aan de bovenzijde van het instrument bevindt zich een toetsenklavier dat sterk lijkt op het klavier van het huidige draaiorgel. Door het draaien aan een slinger wordt het boek door het klavier gedraaid en worden de noten die vastgelegd zijn in het kartonnen boek hoorbaar. Een groot verschil met het huidige draaiorgel is dat het klavier niet omhoog geklapt kan worden, een boek moet dus uitgedraaid worden tot het einde.